# 24 Ore di Daytona 2025
La 63ª edizione della 24 Ore di Daytona 2025 si è tenuta al Daytona International Speedway dal 25 al 26 gennaio 2025. L'evento, organizzato dall'International Motor Sports Association (IMSA), ha inaugurato il campionato IMSA WeatherTech SportsCar 2025 ed è anche valido come prima delle cinque tappe della Michelin Endurance Cup.

## Anteprima

Mappa del Daytona International Speedway

Il fondatore della NASCAR Bill France Sr. nel 1959 costruì il Daytona International Speedway ed ideò la 24 Ore di Daytona con lo scopo di attirare l'attenzione e visibilità internazionale nel mondo endurance. La gara ad oggi è considerata come uno dei più importanti eventi nel mondo delle gare di durata insieme alla 24 Ore di Le Mans, alla 12 Ore di Sebring, alla 24 Ore di Spa e alla 24 Ore del Nürburgring. 
Nel marzo del 2024, John Doonan, presidente del International Motor Sports Association (IMSA), ha confermato la presenza della corsa nel Campionato IMSA WeatherTech SportsCar 2025.
Il tracciato del Daytona International Speedway si estende per 5.729 km e presenta un totale di 12 curve.

## Iscritti
Il totale degli iscritti è di 61 equipaggi, suddivisi in quattro classi: GTP, LMP2, GTD Pro e GTD. La classe regina, la GTP, conta dodici vetture, in aumento rispetto al 2024. In questa categoria gareggiano cinque diversi costruttori: Acura, BMW, Cadillac, Lamborghini e Porsche. Tra questi, spiccano Porsche, che schiera quattro 963, e Lamborghini, che debutta sul circuito di Daytona con la SC63. Anche la classe LMP2 è composta da dodici equipaggi, tutti al volante di una Oreca 07. La classe GTD Pro, invece, conta quindici vetture, segnando anch’essa un aumento rispetto alla stagione precedente. Nove costruttori prendono parte a questa categoria: Aston Martin, BMW, Chevrolet, Ferrari, Ford, Lamborghini, Lexus, Mercedes e Porsche. Gli stessi costruttori sono presenti nella classe GTD, che vanta una griglia ancora più nutrita, composta da ben ventidue vetture. 
Di seguito l'elenco completo dei partecipanti:
| No. | Squadra                                     | Auto                | Pilota 1           | Pilota 2              | Pilota 3            | Pilota 4             |
| --- | ------------------------------------------- | ------------------- | ------------------ | --------------------- | ------------------- | -------------------- |
| 5   | Proton Competition                          | Porsche 963         | Neel Jani          | Tristan Vautier       | Nico Pino           | Julian Andlauer      |
| 6   | Porsche Penske Motorsport                   | Porsche 963         | Matt Campbell      | Kévin Estre           | Mathieu Jaminet     |                      |
| 7   | Porsche Penske Motorsport                   | Porsche 963         | Felipe Nasr        | Nick Tandy            | Laurens Vanthoor    |                      |
| 10  | Cadillac Wayne Taylor Racing                | Cadillac V-Series.R | Filipe Albuquerque | Brendon Hartley       | Will Stevens        | Ricky Taylor         |
| 24  | BMW M Team RLL                              | BMW M Hybrid V8     | Philipp Eng        | Kevin Magnussen       | Raffaele Marciello  | Dries Vanthoor       |
| 25  | BMW M Team RLL                              | BMW M Hybrid V8     | Robin Frijns       | Sheldon van der Linde | René Rast           | Marco Wittmann       |
| 31  | Cadillac Whelen                             | Cadillac V-Series.R | Jack Aitken        | Earl Bamber           | Felipe Drugovich    | Frederik Vesti       |
| 40  | Cadillac Wayne Taylor Racing                | Cadillac V-Series.R | Louis Delétraz     | Kamui Kobayashi       | Jordan Taylor       |                      |
| 60  | Acura Meyer Shank Racing con Curb-Agajanian | Acura ARX-06        | Tom Blomqvist      | Colin Braun           | Scott Dixon         | Felix Rosenqvist     |
| 63  | Automobili Lamborghini Squadra Corse        | Lamborghini SC63    | Mirko Bortolotti   | Romain Grosjean       | Edoardo Mortara     | Daniil Kvjat         |
| 85  | JDC–Miller MotorSports                      | Porsche 963         | Bryce Aron         | Gianmaria Bruni       | Tijmen van der Helm | Pascal Wehrlein      |
| 93  | Acura Meyer Shank Racing con Curb-Agajanian | Acura ARX-06        | Kakunoshin Ohta    | Álex Palou            | Nick Yelloly        | Renger van der Zande |

| No. | Squadra                   | Auto            | Pilota 1          | Pilota 2               | Pilota 3                 | Pilota 4            |
| --- | ------------------------- | --------------- | ----------------- | ---------------------- | ------------------------ | ------------------- |
| 04  | CrowdStrike Racing by APR | Oreca 07-Gibson | Colton Herta      | Malthe Jakobsen        | George Kurtz             | Toby Sowery         |
| 2   | United Autosports USA     | Oreca 07-Gibson | Nick Boulle       | Ben Hanley             | Oliver Jarvis            | Garnet Patterson    |
| 8   | Tower Motorsports         | Oreca 07-Gibson | Sebastián Álvarez | Sébastien Bourdais     | John Farano              | Job van Uitert      |
| 11  | TDS Racing                | Oreca 07-Gibson | Mikkel Jensen     | Hunter McElrea         | Charles Milesi           | Steven Thomas       |
| 18  | Era Motorsport            | Oreca 07-Gibson | Paul-Loup Chatin  | Ryan Dalziel           | David Heinemeier Hansson | Tobias Lütke        |
| 22  | United Autosports USA     | Oreca 07-Gibson | James Allen       | Dan Goldburg           | Paul di Resta            | Rasmus Lindh        |
| 43  | Inter Europol Competition | Oreca 07-Gibson | Tom Dillmann      | António Félix da Costa | Jon Field                | Bijoy Garg          |
| 52  | PR1/Mathiasen Motorsports | Oreca 07-Gibson | Mathias Beche     | Ben Keating            | Benjamin Pedersen        | Rodrigo Sales       |
| 73  | Pratt Miller Motorsports  | Oreca 07-Gibson | Chris Cumming     | Pietro Fittipaldi      | Callum Ilott             | James Roe           |
| 74  | Riley                     | Oreca 07-Gibson | Josh Burdon       | Felipe Fraga           | Felipe Massa             | Gar Robinson        |
| 88  | AF Corse                  | Oreca 07-Gibson | Nicklas Nielsen   | Luis Pérez Companc     | Matthieu Vaxivière       | Dylan Murry         |
| 99  | AO Racing                 | Oreca 07-Gibson | Dane Cameron      | Jonny Edgar            | P. J. Hyett              | Christian Rasmussen |

| No. | Squadra                                      | Auto                             | Pilota 1            | Pilota 2             | Pilota 3           | Pilota 4          |
| --- | -------------------------------------------- | -------------------------------- | ------------------- | -------------------- | ------------------ | ----------------- |
| 007 | Heart of Racing Team                         | Aston Martin Vantage AMR GT3 Evo | Roman De Angelis    | Ross Gunn            | Alex Riberas       | Marco Sørensen    |
| 1   | Paul Miller Racing                           | BMW M4 GT3 Evo                   | Connor De Phillippi | Kelvin van der Linde | Madison Snow       | Neil Verhagen     |
| 3   | Corvette Racing com Pratt Miller Motorsports | Chevrolet Corvette Z06 GT3.R     | Antonio García      | Daniel Juncadella    | Alexander Sims     |                   |
| 4   | Corvette Racing com Pratt Miller Motorsports | Chevrolet Corvette Z06 GT3.R     | Nicky Catsburg      | Tommy Milner         | Nico Varrone       |                   |
| 9   | Pfaff Motorsports                            | Lamborghini Huracán GT3 Evo 2    | Andrea Caldarelli   | James Hinchcliffe    | Marco Mapelli      | Jordan Pepper     |
| 14  | Vasser Sullivan Racing                       | Lexus RC F GT3                   | Ben Barnicoat       | Townsend Bell        | Kyle Kirkwood      | Aaron Telitz      |
| 20  | Proton Competition                           | Porsche 911 GT3 R (992)          | Matteo Cressoni     | Richard Lietz        | Thomas Preining    | Claudio Schiavoni |
| 48  | Paul Miller Racing                           | BMW M4 GT3 Evo                   | Augusto Farfus      | Dan Harper           | Max Hesse          | Jesse Krohn       |
| 64  | Ford Multimatic Motorsports                  | Ford Mustang GT3                 | Austin Cindric      | Sebastian Priaulx    | Mike Rockenfeller  |                   |
| 65  | Ford Multimatic Motorsports                  | Ford Mustang GT3                 | Christopher Mies    | Dennis Olsen         | Frédéric Vervisch  |                   |
| 69  | GetSpeed                                     | Mercedes-AMG GT3 Evo             | Anthony Bartone     | Maxime Martin        | Fabian Schiller    | Luca Stolz        |
| 75  | 75 Express                                   | Mercedes-AMG GT3 Evo             | Maro Engel          | Jules Gounon         | Mikaël Grenier     | Kenny Habul       |
| 77  | AO Racing                                    | Porsche 911 GT3 R (992)          | Klaus Bachler       | Laurin Heinrich      | Alessio Picariello |                   |
| 81  | DragonSpeed                                  | Ferrari 296 GT3                  | Albert Costa        | Miguel Molina        | Thomas Neubauer    | Davide Rigon      |
| 91  | Trackhouse con TF Sport                      | Chevrolet Corvette Z06 GT3.R     | Shane van Gisbergen | Ben Keating          | Scott McLaughlin   | Connor Zilisch    |

| No. | Squadra                     | Auto                             | Pilota 1           | Pilota 2            | Pilota 3              | Pilota 4          |
| --- | --------------------------- | -------------------------------- | ------------------ | ------------------- | --------------------- | ----------------- |
| 021 | Triarsi Competizione        | Ferrari 296 GT3                  | Sheena Monk        | Stevan McAler       | Mike Sheen            | James Calado      |
| 023 | Triarsi Competizione        | Ferrari 296 GT3                  | Onofrio Triarsi    | Charles Scardina    | Alessio Rovera        | Eddie Cheever III |
| 12  | Vasser Sullivan             | Lexus RC F GT3                   | Parker Thompson    | Jack Hawksworth     | Frankie Montecalvo    | Kyle Kirkwood     |
| 13  | AWA                         | Chevrolet Corvette Z06 GT3.R     | Orey Fidani        | Matt Bell           | Lars Kern             | Marvin Kirchhofer |
| 19  | Van der Steur Racing        | Aston Martin Vantage AMR GT3 Evo | Rory Van der Steur | Valentin Hasse-Clot | Anthony McIntosh      | Maxime Robin      |
| 21  | AF Corse                    | Ferrari 296 GT3                  | Simon Mann         | Lilou Wadoux        | Alessandro Pier Guidi | Kei Cozzolino     |
| 27  | Heart of Racing Team        | Aston Martin Vantage AMR GT3 Evo | Casper Stevenson   | Tom Gamble          | Zacharie Robichon     | Mattia Drudi      |
| 32  | Korthoff Competition Motors | Mercedes-AMG GT3 Evo             | Seth Lucas         | Kenton Koch         | Maximilian Goetz      | Daniel Morad      |
| 34  | Conquest Racing             | Ferrari 296 GT3                  | Manny Franco       | Daniel Serra        | Cedric Sbirrazuoli    | Giacomo Altoè     |
| 36  | DXDT Racing                 | Chevrolet Corvette Z06 GT3.R     | Salih Yoluc        | Alec Udell          | Charlie Eastwood      | Pipo Derani       |
| 44  | Magnus Racing               | Aston Martin Vantage AMR GT3 Evo | John Potter        | Andy Lally          | Spencer Pumpelly      | Nicki Thiim       |
| 45  | Wayne Taylor Racing         | Lamborghini Huracán GT3 Evo 2    | Danny Formal       | Trent Hindman       | Graham Doyle          | Kyle Marcelli     |
| 47  | Cetilar Racing              | Ferrari 296 GT3                  | Roberto Lacorte    | Nicola Lacorte      | Lorenzo Patrese       | Antonio Fuoco     |
| 50  | AF Corse                    | Ferrari 296 GT3                  | Custodio Toledo    | Riccardo Agostini   | Arthur Leclerc        | Conrad Laursen    |
| 57  | Winward Racing              | Mercedes-AMG GT3 Evo             | Russell Ward       | Philip Ellis        | Indy Dontje           | Lucas Auer        |
| 66  | Gradient Racing             | Ford Mustang GT3                 | Joey Hand          | Till Bechtolsheimer | Tatiana Calderon      | Harry Tincknell   |
| 70  | Inception Racing            | Ferrari 296 GT3                  | Brendan Iribe      | Frederik Schandorff | Ollie Millroy         | David Fumanelli   |
| 78  | Forte Racing                | Lamborghini Huracán GT3 Evo 2    | Misha Goikberg     | Mario Fambacher     | Franck Perera         | Parker Kligerman  |
| 80  | Lone Star Racing            | Mercedes-AMG GT3 Evo             | Dan Knox           | Scott Andrews       | Eric Filguieras       | Ralf Aron         |
| 83  | Iron Dames                  | Porsche 911 GT3 R (992)          | Sarah Bovy         | Rahel Frey          | Michelle Gatting      | Karen Gaillard    |
| 96  | Turner Motrosport           | BMW M4 GT3 Evo                   | Robby Foley        | Patrick Gallagher   | Jake Walker           | Jess Klingmann    |
| 120 | Wright Motorsport           | Porsche 911 GT3 R (992)          | Adam Adelson       | Elliot Skeer        | Tom Sargent           | Ayhancan Guven    |

## Qualifiche
Le qualifiche, svoltesi nella giornata di venerdì, hanno evidenziato risultati significativi. La BMW M Hybrid V8 ha conquistato la sua prima pole position, mentre in classe LMP2 si distingue il team United Autosport, con due vetture nelle prime tre posizioni. In classe GTD Pro, Ford brilla conquistando l'intera prima fila; anche in questo caso, si tratta della prima pole per la vettura americana. Per la prima volta dall’introduzione delle classi GTD Pro e GTD, le vetture delle due categorie partiranno separate, con tutte le GTD Pro schierate davanti alle GTD.
Di seguito i risultati completi delle qualifiche, in grassetto la pole position in ogni classe.
| Pos. | Classe  | #   | Team                                        | Pilota                | Tempo    | Gap     | Griglia |
| ---- | ------- | --- | ------------------------------------------- | --------------------- | -------- | ------- | ------- |
| 1    | GTP     | 24  | BMW M Team RLL                              | Dries Vanthoor        | 1:33.895 |         | 1       |
| 2    | GTP     | 93  | Acura Meyer Shank Racing                    | Nick Yelloly          | 1:34.186 | +0.291  | 2       |
| 3    | GTP     | 7   | Porsche Penske Motorsport                   | Felipe Nasr           | 1:34.280 | +0.385  | 3       |
| 4    | GTP     | 31  | Cadillac Whelen                             | Jack Aitken           | 1:34.350 | +0.455  | 4       |
| 5    | GTP     | 85  | JDC-Miller MotorSports                      | Gianmaria Bruni       | 1:34.374 | +0.479  | 5       |
| 6    | GTP     | 60  | Acura Meyer Shank Racing                    | Tom Blomqvist         | 1:34.432 | +0.537  | 6       |
| 7    | GTP     | 10  | Cadillac WTR                                | Filipe Albuquerque    | 1:34.933 | +1.038  | 7       |
| 8    | GTP     | 40  | Cadillac WTR                                | Louis Delétraz        | 1:34.935 | +1.040  | 8       |
| 9    | GTP     | 63  | Lamborghini Squadra Corse                   | Mirko Bortolotti      | 1:36.475 | +2.580  | 9       |
| 10   | GTP     | 6   | Porsche Penske Motorsport                   | Matt Campbell         | 1:36.576 | +2.681  | 10      |
| 11   | LMP2    | 22  | United Autosports USA                       | Daniel Goldburg       | 1:38.676 | +4.781  | 13      |
| 12   | LMP2    | 52  | PR1/Mathiasen Motorsports                   | Ben Keating           | 1:39.000 | +5.105  | 14      |
| 13   | LMP2    | 2   | United Autosports USA                       | Nick Boulle           | 1:39.203 | +5.308  | 15      |
| 14   | LMP2    | 73  | Pratt Miller Motorsports                    | Chris Cumming         | 1:39.217 | +5.322  | 16      |
| 15   | LMP2    | 11  | TDS Racing                                  | Steven Thomas         | 1:39.389 | +5.494  | 17      |
| 16   | LMP2    | 99  | AO Racing                                   | P.J. Hyett            | 1:39.600 | +5.705  | 18      |
| 17   | LMP2    | 88  | AF Corse                                    | Luis Pérez Companc    | 1:39.754 | +5.859  | 19      |
| 18   | LMP2    | 74  | Riley                                       | Gar Robinson          | 1:39.768 | +5.873  | 20      |
| 19   | LMP2    | 04  | Crowdstrike Racing by APR                   | Dennis Andersen       | 1:39.868 | +5.973  | 21      |
| 20   | LMP2    | 81  | Inter Europol Competition                   | John Field            | 1:40.401 | +6.506  | 22      |
| 21   | LMP2    | 18  | Era Motorsport                              | Ryan Dalziel          | 1:41.158 | +7.263  | 23      |
| 22   | LMP2    | 8   | Tower Motorsports                           | John Farano           | 1:41.244 | +7.349  | 24      |
| 23   | GTD Pro | 64  | Ford Multimatic Motorsports                 | Mike Rockenfeller     | 1:45.523 | +11.628 | 25      |
| 24   | GTD Pro | 65  | Ford Multimatic Motorsports                 | Frederick Vervisch    | 1:45.855 | +11.960 | 26      |
| 25   | GTD Pro | 48  | Paul Miller Racing                          | Dan Harper            | 1:46.005 | +12.110 | 27      |
| 26   | GTD Pro | 3   | Corvette Racing by Pratt Miller Motorsports | Alexander Sims        | 1:46.012 | +12.117 | 28      |
| 27   | GTD Pro | 9   | Pfaff Motorsports                           | Andrea Caldarelli     | 1:46.136 | +12.241 | 29      |
| 28   | GTD Pro | 4   | Corvette Racing by Pratt Miller Motorsports | Tommy Milner          | 1:46.455 | +12.560 | 30      |
| 29   | GTD Pro | 34  | AO Racing                                   | Laurin Heinrich       | 1:46.539 | +12.646 | 31      |
| 30   | GTD Pro | 91  | Trackhouse by TF Sport                      | Connor Zilisch        | 1:46.579 | +12.686 | 32      |
| 31   | GTD Pro | 75  | 75 Express                                  | Maro Engel            | 1:46.613 | +12.718 | 33      |
| 32   | GTD     | 120 | Wright Motorsport                           | Elliot Skeer          | 1:46.634 | +12.739 | 38      |
| 33   | GTD Pro | 007 | Heart of Racing Team                        | Ross Gunn             | 1:46.646 | +12.751 | 34      |
| 34   | GTD     | 57  | Winward Racing                              | Philip Ellis          | 1:46.652 | +12.757 | 39      |
| 35   | GTD     | 62  | GetSpeed                                    | Luca Stolz            | 1:46.653 | +12.758 | 40      |
| 36   | GTD     | 45  | WTR                                         | Trent Hindman         | 1:46.658 | +12.763 | 41      |
| 37   | GTD     | 12  | Vasser Sallivan Racing                      | Parker Thompson       | 1:46.788 | +12.893 | 42      |
| 38   | GTD     | 78  | Forte Racing                                | Franck Perera         | 1:46.805 | +12.910 | 43      |
| 39   | GTD     | 19  | van der Steur Racing                        | Maxime Robin          | 1:46.851 | +12.956 | 44      |
| 40   | GTD Pro | 81  | Dragonspeed                                 | Davide Rigon          | 1:46.858 | +12.963 | 35      |
| 41   | GTD     | 27  | Heart of Racing Team                        | Mattia Drudi          | 1:46.905 | +12.963 | 45      |
| 42   | GTD     | 21  | Inception Racing                            | Frederik Schandorff   | 1:46.928 | +12.979 | 46      |
| 43   | GTD     | 34  | Conquest Racing                             | Daniel Serra          | 1:46.959 | +13.010 | 47      |
| 44   | GTD Pro | 1   | Paul Miller Racing                          | Kelvin van der Linde  | 1:46.963 | +13.014 | 36      |
| 45   | GTD     | 83  | Iron Dames                                  | Michelle Gatting      | 1:46.981 | +13.032 | 48      |
| 46   | GTD Pro | 20  | Proton Competition                          | Thomas Preining       | 1:47.115 | +13.134 | 37      |
| 47   | GTD     | 021 | Triarsi Competizione                        | James Calado          | 1:47.189 | +13.208 | 49      |
| 48   | GTD     | 44  | Magnus Racing                               | Nicki Thiim           | 1:47.280 | +13.289 | 50      |
| 49   | GTD     | 96  | Turner Motorsport                           | Jens Klingman         | 1:47.281 | +13.290 | 51      |
| 50   | GTD     | 14  | Vasser Sallivan Racing                      | Ben Barnicoat         | 1:47.281 | +13.290 | 52      |
| 51   | GTD     | 21  | AF Corse                                    | Alessandro Pier Guidi | 1:47.382 | +13.391 | 53      |
| 52   | GTD     | 36  | DXDT Racing                                 | Charlie Eastwood      | 1:47.592 | +13.501 | 54      |
| 53   | GTD     | 96  | AWA                                         | Marvin Kirchhofer     | 1:48.334 | +14.742 | 55      |
| 54   | GTD     | 55  | Gradient Racing                             | Harry Tincknell       | 1:48.381 | +14.789 | 56      |
| 55   | GTD     | 80  | Lone Star Racing                            | Scott Andrews         | 1:48.452 | +14.860 | 57      |
| 56   | GTD     | 47  | Cetilar Racing                              | Antonio Fuoco         | 1:48.558 | +14.966 | 58      |
| 57   | GTD     | 50  | AF Corse                                    | Arthur Leclerc        | 1:49.656 | +17.064 | 59      |
| 58   | GTD     | 32  | Korthoff Competition Motors                 | Maximilian Goetz      | 1:53.205 | +20.549 | 60      |
| 59   | GTP     | 5   | Proton Competition                          | no tempo              | no tempo | –       | 11      |
| 60   | GTD     | 023 | Triarsi Competizione                        | no tempo              | no tempo | –       | 61      |
| 61   | GTP     | 25  | BMW M Team RLL                              | no tempo              | no tempo | –       | 12      |

## Gara
Nelle prime dodici ore, diversi protagonisti sono usciti dalla lotta per la vittoria. Tra questi, la Lamborghini SC63, al debutto in GTP, è stata costretta al ritiro per un guasto al motore dopo aver completato solo 34 giri, mentre l’Acura numero 93 del team Meyer Shank Racing, guidata da Alex Palou, ha perso terreno a causa di un danno alla sospensione. L’incidente più grave si è verificato all’ottava ora, quando la Cadillac numero 40, guidata in quel momento da Louis Deletraz, ha perso il controllo causando una carambola che ha coinvolto sei vetture. Al termine delle prime 12 ore, la Porsche Penske numero 7 era al comando, seguita dall’Acura numero 60 e dall’altra Porsche del team Penske. In classe LMP2, la vettura numero 43 del team Inter Europol era al comando, mentre in classe GTD Pro la BMW numero 1 del team Paul Miller Racing occupava la prima posizione. In classe GTD, invece, la lotta per la leadership era serrata tra la Porsche numero 120 e la Ferrari numero 70.
Nella seconda metà di gara, le due Porsche Penske hanno mantenuto la leadership nella classe GTP, seguite dalla BMW numero 24 e dall’Acura numero 60. Nelle ultime fasi, la BMW M Hybrid V8 numero 24 ha perso terreno, riducendo la lotta per la vittoria a sole tre vetture. La gara sembrava avviarsi verso una doppietta della Porsche, quando, a meno di cinque minuti dalla conclusione, Tom Blomqvist, al volante dell’Acura numero 60, ha superato la Porsche numero 6 guidata da Matt Campbell, negando così alla casa tedesca il risultato storico. La vittoria è andata alla Porsche numero 7 di Nasr, Tandy e Vanthoor, seguita dall’Acura numero 60 e dalla Porsche numero 6. In classe LMP2, la vittoria sembrava destinata alla vettura numero 99 di AO Racing, ma un ritiro nelle ultime ore di gara ha riaperto la competizione. In un primo momento, la vittoria è stata conquistata dalla vettura numero 8 del team Tower Motorsport. Tuttavia, a seguito di un’ispezione post gara, questa è stata retrocessa all’ultima posizione di classe per un’infrazione tecnica, permettendo così alla vettura numero 22 del team United Autosport di aggiudicarsi il successo. La classe GTD Pro, caratterizzata da un acceso duello tra BMW e Corvette per le posizioni sul podio, ha visto trionfare la Ford Mustang numero 64. In classe GTD, infine, Matt Bell ha tagliato per primo il traguardo con la Chevrolet numero 13 del team AWA.
Di seguito i risultati completi della gara, in grassetto il vincitore di ogni classe.  
| Pos. | Classe  | #   | Team                                        | Piloti                                                               | Vettura                          | Giri |
| Pos. | Classe  | #   | Team                                        | Piloti                                                               | Engine                           | Giri |
| ---- | ------- | --- | ------------------------------------------- | -------------------------------------------------------------------- | -------------------------------- | ---- |
| 1    | GTP     | 7   | Porsche Penske Motorsport                   | Nick Tandy Laurens Vanthoor Felipe Nasr                              | Porsche 963                      | 781  |
| 1    | GTP     | 7   | Porsche Penske Motorsport                   | Nick Tandy Laurens Vanthoor Felipe Nasr                              | Porsche 9RD 4.6 L Twin-Turbo V8  | 781  |
| 2    | GTP     | 60  | Acura Meyer Shank Racing con Curb-Agajanian | Colin Braun Tom Blomqvist Scott Dixon                                | Acura ARX-06                     | 781  |
| 2    | GTP     | 60  | Acura Meyer Shank Racing con Curb-Agajanian | Colin Braun Tom Blomqvist Scott Dixon                                | Acura AR24e 2.4 L Twin-Turbo V6  | 781  |
| 3    | GTP     | 6   | Porsche Penske Motorsport                   | Kévin Estre Mathieu Jaminet Matt Campbell                            | Porsche 963                      | 781  |
| 3    | GTP     | 6   | Porsche Penske Motorsport                   | Kévin Estre Mathieu Jaminet Matt Campbell                            | Porsche 9RD 4.6 L Twin-Turbo V8  | 781  |
| 4    | GTP     | 24  | BMW M Team RLL                              | Philipp Eng Raffaele Marciello Kevin Magnussen Dries Vanthoor        | BMW M Hybrid V8                  | 780  |
| 4    | GTP     | 24  | BMW M Team RLL                              | Philipp Eng Raffaele Marciello Kevin Magnussen Dries Vanthoor        | BMW P66/3 4.0 L Twin-Turbo V8    | 780  |
| 5    | GTP     | 10  | Cadillac Wayne Taylor Racing                | Filipe Albuquerque Will Stevens Brendon Hartley Ricky Taylor         | Cadillac V-Series.R              | 780  |
| 5    | GTP     | 10  | Cadillac Wayne Taylor Racing                | Filipe Albuquerque Will Stevens Brendon Hartley Ricky Taylor         | Cadillac LMC55R 5.5 L V8         | 780  |
| 6    | GTP     | 85  | JDC-Miller MotorSports                      | Gianmaria Bruni Bryce Aron Tijmen van der Helm Pascal Wehrlein       | Porsche 963                      | 780  |
| 6    | GTP     | 85  | JDC-Miller MotorSports                      | Gianmaria Bruni Bryce Aron Tijmen van der Helm Pascal Wehrlein       | Porsche 9RD 4.6 L Twin-Turbo V8  | 780  |
| 7    | GTP     | 25  | BMW M Team RLL                              | Sheldon van der Linde Marco Wittmann René Rast Robin Frijns          | BMW M Hybrid V8                  | 777  |
| 7    | GTP     | 25  | BMW M Team RLL                              | Sheldon van der Linde Marco Wittmann René Rast Robin Frijns          | BMW P66/3 4.0 L Twin-Turbo V8    | 777  |
| 8    | LMP2    | 22  | United Autosports USA                       | James Allen Dan Goldburg Paul di Resta Rasmus Lindh                  | Oreca 07                         | 765  |
| 8    | LMP2    | 22  | United Autosports USA                       | James Allen Dan Goldburg Paul di Resta Rasmus Lindh                  | Gibson GK428 4.2 L V8            | 765  |
| 9    | LMP2    | 74  | Riley                                       | Josh Burdon Felipe Fraga Felipe Massa Gar Robinson                   | Oreca 07                         | 765  |
| 9    | LMP2    | 74  | Riley                                       | Josh Burdon Felipe Fraga Felipe Massa Gar Robinson                   | Gibson GK428 4.2 L V8            | 765  |
| 10   | LMP2    | 52  | PR1/Mathiasen Motorsports                   | Mathias Beche Ben Keating Benjamin Pedersen Rodrigo Sales            | Oreca 07                         | 764  |
| 10   | LMP2    | 52  | PR1/Mathiasen Motorsports                   | Mathias Beche Ben Keating Benjamin Pedersen Rodrigo Sales            | Gibson GK428 4.2 L V8            | 764  |
| 11   | LMP2    | 18  | Era Motorsports                             | Paul-Loup Chatin Ryan Dalziel David Heinemeier Hansson Tobias Lütke  | Oreca 07                         | 764  |
| 11   | LMP2    | 18  | Era Motorsports                             | Paul-Loup Chatin Ryan Dalziel David Heinemeier Hansson Tobias Lütke  | Gibson GK428 4.2 L V8            | 764  |
| 12   | LMP2    | 99  | AO Racing                                   | Dane Cameron Jonny Edgar P. J. Hyett Christian Rasmussen             | Oreca 07                         | 757  |
| 12   | LMP2    | 99  | AO Racing                                   | Dane Cameron Jonny Edgar P. J. Hyett Christian Rasmussen             | Gibson GK428 4.2 L V8            | 757  |
| 13   | LMP2    | 04  | CrowdStrike Racing by APR                   | Colton Herta Malthe Jakobsen George Kurtz Toby Sowery                | Oreca 07                         | 755  |
| 13   | LMP2    | 04  | CrowdStrike Racing by APR                   | Colton Herta Malthe Jakobsen George Kurtz Toby Sowery                | Gibson GK428 4.2 L V8            | 755  |
| 14   | GTP     | 93  | Acura Meyer Shank Racing con Curb-Agajanian | Kakunoshin Ohta Álex Palou Nick Yelloly Renger van der Zande         | Acura ARX-06                     | 741  |
| 14   | GTP     | 93  | Acura Meyer Shank Racing con Curb-Agajanian | Kakunoshin Ohta Álex Palou Nick Yelloly Renger van der Zande         | Acura AR24e 2.4 L Twin-Turbo V6  | 741  |
| 15   | GTP     | 31  | Cadillac Whelen                             | Jack Aitken Earl Bamber Felipe Drugovich Frederik Vesti              | Cadillac V-Series.R              | 731  |
| 15   | GTP     | 31  | Cadillac Whelen                             | Jack Aitken Earl Bamber Felipe Drugovich Frederik Vesti              | Cadillac LMC55R 5.5 L V8         | 731  |
| 16   | GTD Pro | 65  | Ford Multimatic Motorsports                 | Christopher Mies Dennis Olsen Frédéric Vervisch                      | Ford Mustang GT3                 | 723  |
| 16   | GTD Pro | 65  | Ford Multimatic Motorsports                 | Christopher Mies Dennis Olsen Frédéric Vervisch                      | Ford Coyote 5.4 L V8             | 723  |
| 17   | GTD Pro | 3   | Corvette Racing by Pratt Miller Motorsports | Antonio García Daniel Juncadella Alexander Sims                      | Chevrolet Corvette Z06 GT3.R     | 723  |
| 17   | GTD Pro | 3   | Corvette Racing by Pratt Miller Motorsports | Antonio García Daniel Juncadella Alexander Sims                      | Chevrolet LT6 5.5 L V8           | 723  |
| 18   | GTD Pro | 64  | Ford Multimatic Motorsports                 | Austin Cindric Sebastian Priaulx Mike Rockenfeller                   | Ford Mustang GT3                 | 723  |
| 18   | GTD Pro | 64  | Ford Multimatic Motorsports                 | Austin Cindric Sebastian Priaulx Mike Rockenfeller                   | Ford Coyote 5.4 L V8             | 723  |
| 19   | GTD Pro | 1   | Paul Miller Racing                          | Sheldon van der Linde Connor De Phillippi Madison Snow Neil Verhagen | BMW M4 GT3                       | 723  |
| 19   | GTD Pro | 1   | Paul Miller Racing                          | Sheldon van der Linde Connor De Phillippi Madison Snow Neil Verhagen | BMW S58B30T0 3.0 L Turbo I6      | 723  |
| 20   | GTD Pro | 69  | GetSpeed                                    | Anthony Bartone Maxime Martin Fabian Schiller Luca Stolz             | Mercedes-AMG GT3 Evo             | 723  |
| 20   | GTD Pro | 69  | GetSpeed                                    | Anthony Bartone Maxime Martin Fabian Schiller Luca Stolz             | Mercedes-AMG M159 6.2 L V8       | 723  |
| 21   | GTD Pro | 81  | DragonSpeed                                 | Albert Costa Miguel Molina Thomas Neubauer Davide Rigon              | Ferrari 296 GT3                  | 723  |
| 21   | GTD Pro | 81  | DragonSpeed                                 | Albert Costa Miguel Molina Thomas Neubauer Davide Rigon              | Ferrari F163 3.0 L Turbo V6      | 723  |
| 22   | GTD Pro | 4   | Corvette Racing by Pratt Miller Motorsports | Nicky Catsburg Tommy Milner Nico Varrone                             | Chevrolet Corvette Z06 GT3.R     | 723  |
| 22   | GTD Pro | 4   | Corvette Racing by Pratt Miller Motorsports | Nicky Catsburg Tommy Milner Nico Varrone                             | Chevrolet LT6 5.5 L V8           | 723  |
| 23   | GTD Pro | 77  | AO Racing                                   | Klaus Bachler Laurin Heinrich Alessio Picariello                     | Porsche 911 GT3 R (992)          | 722  |
| 23   | GTD Pro | 77  | AO Racing                                   | Klaus Bachler Laurin Heinrich Alessio Picariello                     | Porsche M97/80 4.2 L Flat-6      | 722  |
| 24   | GTD Pro | 91  | Trackhouse con TF Sport                     | Shane van Gisbergen Ben Keating Scott McLaughlin Connor Zilisch      | Chevrolet Corvette Z06 GT3.R     | 722  |
| 24   | GTD Pro | 91  | Trackhouse con TF Sport                     | Shane van Gisbergen Ben Keating Scott McLaughlin Connor Zilisch      | Chevrolet LT6 5.5 L V8           | 722  |
| 25   | GTD     | 13  | AWA                                         | Orey Fidani Matt Bell Lars Kern Marvin Kirchhofer                    | Chevrolet Corvette Z06 GT3.R     | 719  |
| 25   | GTD     | 13  | AWA                                         | Orey Fidani Matt Bell Lars Kern Marvin Kirchhofer                    | Chevrolet LT6 5.5 L V8           | 719  |
| 26   | GTD     | 120 | Wright Motorsports                          | Adam Adelson Tom Sargent Ayhancan Guven Elliott Skeer                | Porsche 911 GT3 R (992)          | 719  |
| 26   | GTD     | 120 | Wright Motorsports                          | Adam Adelson Tom Sargent Ayhancan Guven Elliott Skeer                | Porsche M97/80 4.2 L Flat-6      | 719  |
| 27   | GTD     | 27  | Heart of Racing                             | Casper Stevenson Tom Gamble Zacharie Robichon Mattia Drudi           | Aston Martin Vantage AMR GT3 Evo | 719  |
| 27   | GTD     | 27  | Heart of Racing                             | Casper Stevenson Tom Gamble Zacharie Robichon Mattia Drudi           | Aston Martin M177 4.0 L Turbo V8 | 719  |
| 28   | GTD Pro | 20  | Proton Competition                          | Matteo Cressoni Richard Lietz Thomas Preining Claudio Schiavoni      | Porsche 911 GT3 R (992)          | 719  |
| 28   | GTD Pro | 20  | Proton Competition                          | Matteo Cressoni Richard Lietz Thomas Preining Claudio Schiavoni      | Porsche M97/80 4.2 L Flat-6      | 719  |
| 29   | GTD     | 57  | Winward Racing                              | Russell Ward Philip Ellis Indy Dontje Lucas Auer                     | Mercedes-AMG GT3 Evo             | 719  |
| 29   | GTD     | 57  | Winward Racing                              | Russell Ward Philip Ellis Indy Dontje Lucas Auer                     | Mercedes-AMG M159 6.2 L V8       | 719  |
| 30   | GTD     | 96  | Turner Motrosport                           | Robby Foley Patrick Gallagher Jake Walker Jess Klingmann             | BMW M4 GT3                       | 719  |
| 30   | GTD     | 96  | Turner Motrosport                           | Robby Foley Patrick Gallagher Jake Walker Jess Klingmann             | BMW S58B30T0 3.0 L Turbo I6      | 719  |
| 31   | GTD     | 19  | Van der Steur Racing                        | Rory Van der Steur Valentin Hasse-Clot Anthony McIntosh Maxime Robin | Aston Martin Vantage AMR GT3 Evo | 719  |
| 31   | GTD     | 19  | Van der Steur Racing                        | Rory Van der Steur Valentin Hasse-Clot Anthony McIntosh Maxime Robin | Aston Martin M177 4.0 L Turbo V8 | 719  |
| 32   | GTD     | 50  | AF Corse                                    | Custodio Toledo Riccardo Agostini Arthur Leclerc Conrad Laursen      | Ferrari 296 GT3                  | 719  |
| 32   | GTD     | 50  | AF Corse                                    | Custodio Toledo Riccardo Agostini Arthur Leclerc Conrad Laursen      | Ferrari F163 3.0 L Turbo V6      | 719  |
| 33   | GTD     | 83  | Iron Dames                                  | Sarah Bovy Rahel Frey Michelle Gatting Karen Gaillard                | Porsche 911 GT3 R (992)          | 719  |
| 33   | GTD     | 83  | Iron Dames                                  | Sarah Bovy Rahel Frey Michelle Gatting Karen Gaillard                | Porsche M97/80 4.2 L Flat-6      | 719  |
| 34   | GTD     | 32  | Korthoff Competition Motors                 | Seth Lucas Kenton Koch Maximilian Goetz Daniel Morad                 | Mercedes-AMG GT3 Evo             | 719  |
| 34   | GTD     | 32  | Korthoff Competition Motors                 | Seth Lucas Kenton Koch Maximilian Goetz Daniel Morad                 | Mercedes-AMG M159 6.2 L V8       | 719  |
| 35   | GTD Pro | 14  | Vasser Sullivan Racing                      | Ben Barnicoat Townsend Bell Kyle Kirkwood Aaron Telitz               | Lexus RC F GT3                   | 704  |
| 35   | GTD Pro | 14  | Vasser Sullivan Racing                      | Ben Barnicoat Townsend Bell Kyle Kirkwood Aaron Telitz               | Toyota 2UR-GSE 5.0 L V8          | 704  |
| 36   | LMP2    | 88  | AF Corse                                    | Nicklas Nielsen Luis Pérez Companc Matthieu Vaxivière Dylan Murry    | Oreca 07                         | 697  |
| 36   | LMP2    | 88  | AF Corse                                    | Nicklas Nielsen Luis Pérez Companc Matthieu Vaxivière Dylan Murry    | Gibson GK428 4.2 L V8            | 697  |
| 37   | GTD     | 45  | Wayne Taylor Racing                         | Danny Formal Trent Hindman Graham Doyle Kyle Marcelli                | Lamborghini Huracán GT3 Evo 2    | 689  |
| 37   | GTD     | 45  | Wayne Taylor Racing                         | Danny Formal Trent Hindman Graham Doyle Kyle Marcelli                | Lamborghini DGF 5.2 L V10        | 689  |
| 38   | GTD     | 021 | Triarsi Competizione                        | Sheena Monk Stevan McAler Mike Sheen James Calado                    | Ferrari 296 GT3                  | 688  |
| 38   | GTD     | 021 | Triarsi Competizione                        | Sheena Monk Stevan McAler Mike Sheen James Calado                    | Ferrari F163 3.0 L Turbo V6      | 688  |
| 39   | LMP2    | 11  | TDS Racing                                  | Mikkel Jensen Hunter McElrea Charles Milesi Steven Thomas            | Oreca 07                         | 682  |
| 39   | LMP2    | 11  | TDS Racing                                  | Mikkel Jensen Hunter McElrea Charles Milesi Steven Thomas            | Gibson GK428 4.2 L V8            | 682  |
| 40   | LMP2    | 73  | Pratt Miller Motorsports                    | Chris Cumming Pietro Fittipaldi Callum Ilott James Roe               | Oreca 07                         | 678  |
| 40   | LMP2    | 73  | Pratt Miller Motorsports                    | Chris Cumming Pietro Fittipaldi Callum Ilott James Roe               | Gibson GK428 4.2 L V8            | 678  |
| 41   | GTD     | 34  | Conquest Racing                             | Manny Franco Daniel Serra Cedric Sbirrazuoli Giacomo Altoè           | Ferrari 296 GT3                  | 673  |
| 41   | GTD     | 34  | Conquest Racing                             | Manny Franco Daniel Serra Cedric Sbirrazuoli Giacomo Altoè           | Ferrari F163 3.0 L Turbo V6      | 673  |
| 42   | GTD Pro | 48  | Paul Miller Racing                          | Augusto Farfus Dan Harper Max Hesse Jesse Krohn                      | BMW M4 GT3                       | 668  |
| 42   | GTD Pro | 48  | Paul Miller Racing                          | Augusto Farfus Dan Harper Max Hesse Jesse Krohn                      | BMW S58B30T0 3.0 L Turbo I6      | 668  |
| 43   | GTD     | 78  | Forte Racing                                | Misha Goikberg Mario Fambacher Franck Perera Parker Kligerman        | Lamborghini Huracán GT3 Evo 2    | 591  |
| 43   | GTD     | 78  | Forte Racing                                | Misha Goikberg Mario Fambacher Franck Perera Parker Kligerman        | Lamborghini DGF 5.2 L V10        | 591  |
| 44   | GTD     | 80  | Lone Star Racing                            | Dan Knox Scott Andrews Eric Filguieras Ralf Aron                     | Mercedes-AMG GT3 Evo             | 584  |
| 44   | GTD     | 80  | Lone Star Racing                            | Dan Knox Scott Andrews Eric Filguieras Ralf Aron                     | Mercedes-AMG M159 6.2 L V8       | 584  |
| 45   | GTD     | 12  | Vasser Sullivan                             | Parker Thompson Jack Hawksworth Frankie Montecalvo Kyle Kirkwood     | Lexus RC F GT3                   | 573  |
| 45   | GTD     | 12  | Vasser Sullivan                             | Parker Thompson Jack Hawksworth Frankie Montecalvo Kyle Kirkwood     | Toyota 2UR-GSE 5.0 L V8          | 573  |
| 46   | GTD     | 023 | Triarsi Competizione                        | Onofrio Triarsi Charles Scardina Alessio Rovera Eddie Cheever III    | Ferrari 296 GT3                  | 569  |
| 46   | GTD     | 023 | Triarsi Competizione                        | Onofrio Triarsi Charles Scardina Alessio Rovera Eddie Cheever III    | Ferrari F163 3.0 L Turbo V6      | 569  |
| 47   | GTD     | 21  | AF Corse                                    | Simon Mann Lilou Wadoux Alessandro Pier Guidi Kei Cozzolino          | Ferrari 296 GT3                  | 555  |
| 47   | GTD     | 21  | AF Corse                                    | Simon Mann Lilou Wadoux Alessandro Pier Guidi Kei Cozzolino          | Ferrari F163 3.0 L Turbo V6      | 555  |
| 48   | LMP2    | 43  | Inter Europol Competition                   | Tom Dillmann António Félix da Costa Jon Field Bijoy Garg             | Oreca 07                         | 430  |
| 48   | LMP2    | 43  | Inter Europol Competition                   | Tom Dillmann António Félix da Costa Jon Field Bijoy Garg             | Gibson GK428 4.2 L V8            | 430  |
| 49   | GTD     | 66  | Gradient Racing                             | Tatiana Calderón Harry Tincknell Till Bechtolsheimer Joey Hand       | Ford Mustang GT3                 | 425  |
| 49   | GTD     | 66  | Gradient Racing                             | Tatiana Calderón Harry Tincknell Till Bechtolsheimer Joey Hand       | Ford Coyote 5.4 L V8             | 425  |
| 50   | GTD     | 70  | Inception Racing                            | Brendan Iribe Frederik Schandorff Ollie Millroy David Fumanelli      | Ferrari 296 GT3                  | 392  |
| 50   | GTD     | 70  | Inception Racing                            | Brendan Iribe Frederik Schandorff Ollie Millroy David Fumanelli      | Ferrari F163 3.0 L Turbo V6      | 392  |
| 51   | GTD     | 36  | DXDT Racing                                 | Salih Yoluc Alec Udell Charlie Eastwood Pipo Derani                  | Chevrolet Corvette Z06 GT3.R     | 355  |
| 51   | GTD     | 36  | DXDT Racing                                 | Salih Yoluc Alec Udell Charlie Eastwood Pipo Derani                  | Chevrolet LT6 5.5 L V8           | 355  |
| 52   | GTP     | 5   | Proton Competition                          | Neel Jani Tristan Vautier Nico Pino Julian Andlauer                  | Porsche 963                      | 352  |
| 52   | GTP     | 5   | Proton Competition                          | Neel Jani Tristan Vautier Nico Pino Julian Andlauer                  | Porsche 9RD 4.6 L Twin-Turbo V8  | 352  |
| 53   | GTD     | 47  | Cetilar Racing                              | Roberto Lacorte Nicola Lacorte Lorenzo Patrese Antonio Fuoco         | Ferrari 296 GT3                  | 336  |
| 53   | GTD     | 47  | Cetilar Racing                              | Roberto Lacorte Nicola Lacorte Lorenzo Patrese Antonio Fuoco         | Ferrari F163 3.0 L Turbo V6      | 336  |
| 54   | GTP     | 40  | Cadillac Wayne Taylor Racing                | Louis Delétraz Kamui Kobayashi Jordan Taylor                         | Cadillac V-Series.R              | 245  |
| 54   | GTP     | 40  | Cadillac Wayne Taylor Racing                | Louis Delétraz Kamui Kobayashi Jordan Taylor                         | Cadillac LMC55R 5.5 L V8         | 245  |
| 55   | LMP2    | 2   | United Autosports USA                       | Nick Boulle Ben Hanley Oliver Jarvis Garnet Patterson                | Oreca 07                         | 239  |
| 55   | LMP2    | 2   | United Autosports USA                       | Nick Boulle Ben Hanley Oliver Jarvis Garnet Patterson                | Gibson GK428 4.2 L V8            | 239  |
| 56   | LMP2    | 8   | Tower Motorsport                            | Sebastián Álvarez Sébastien Bourdais John Farano Job van Uitert      | Oreca 07                         | 765  |
| 56   | LMP2    | 8   | Tower Motorsport                            | Sebastián Álvarez Sébastien Bourdais John Farano Job van Uitert      | Gibson GK428 4.2 L V8            | 765  |
| 57   | GTD Pro | 9   | Pfaff Motorsports                           | Andrea Caldarelli James Hinchcliffe Marco Mapelli Jordan Pepper      | Lamborghini Huracán GT3 Evo 2    | 227  |
| 57   | GTD Pro | 9   | Pfaff Motorsports                           | Andrea Caldarelli James Hinchcliffe Marco Mapelli Jordan Pepper      | Lamborghini DGF 5.2 L V10        | 227  |
| 58   | GTD Pro | 007 | Heart of Racing Team                        | Roman De Angelis Ross Gunn Alex Riberas Marco Sørensen               | Aston Martin Vantage AMR GT3 Evo | 217  |
| 58   | GTD Pro | 007 | Heart of Racing Team                        | Roman De Angelis Ross Gunn Alex Riberas Marco Sørensen               | Aston Martin M177 4.0 L Turbo V8 | 217  |
| 59   | GTD     | 44  | Magnus Racing                               | John Potter Andy Lally Spencer Pumpelly Nicki Thiim                  | Aston Martin Vantage AMR GT3 Evo | 170  |
| 59   | GTD     | 44  | Magnus Racing                               | John Potter Andy Lally Spencer Pumpelly Nicki Thiim                  | Aston Martin M177 4.0 L Turbo V8 | 170  |
| 60   | GTD Pro | 75  | 75 Express                                  | Maro Engel Jules Gounon Mikaël Grenier Kenny Habul                   | Mercedes-AMG GT3 Evo             | 150  |
| 60   | GTD Pro | 75  | 75 Express                                  | Maro Engel Jules Gounon Mikaël Grenier Kenny Habul                   | Mercedes-AMG M159 6.2 L V8       | 150  |
| 61   | GTP     | 63  | Automobili Lamborghini Squadra Corse        | Mirko Bortolotti Romain Grosjean Edoardo Mortara Daniil Kvjat        | Lamborghini SC63                 | 34   |